# La Descubierta
La Descubierta è un comune della Repubblica Dominicana di 6.939 abitanti, situato nella Provincia di Independencia.